# Europapokal der Landesmeister (Handball) der Frauen 1989/90
Am Europapokal der Landesmeister 1989/90 nahmen 29 Handball-Vereinsmannschaften aus 28 Ländern teil. Diese qualifizierten sich in der vorangegangenen Saison in ihren Heimatländern für den Europapokal. Bei der 30. Austragung des Wettbewerbs verteidigte die österreichische Mannschaft von Hypobank Südstadt Wien ihren Titel im Finale gegen GK Kuban Krasnodar aus der Sowjetunion.

## 1. Runde
|                              | Gesamt |                        | Hinspiel | Rückspiel |
| ---------------------------- | ------ | ---------------------- | -------- | --------- |
| LC Brühl Handball            | 51:42  | Union Hollabrunn       | 30:19    | 21:23     |
| HB Dudelange                 | 08:84  | TV Lützellinden        | 02:37    | 06:47     |
| Initia HC Hasselt            | 28:35  | ASPTT Metz             | 15:20    | 13:15     |
| Zeeman Vastgoed SEW          | 48:17  | Manchester United      | 25:11    | 23:60     |
| ZSKA Sofia                   | 39:39  | KS AZS Wrocław         | 26:20    | 13:19     |
| TJ ZVL Prešov                | 36:48  | Budapesti Építők SC    | 20:26    | 16:22     |
| Arçelik SK Istanbul          | 34:61  | RK Budućnost Titograd  | 15:30    | 19:31     |
| SC Empor Rostock             | 55:39  | Frederiksberg IF       | 28:16    | 27:23     |
| Fram Reykjavík               | 35:49  | IL Vestar              | 17:24    | 18:25     |
| Åbo IFK                      | 29:40  | Tyresö HF              | 15:19    | 14:21     |
| Cyprus College               | 37:82  | Gymnastiki Enosi Véria | 18:41    | 19:41     |
| Macchi Cassano Magnago       | 57:29  | Maccabi Ramat Gan      | 32:11    | 25:18     |
| Club Balonmano Íber Valencia | 44:29  | Benfica Lissabon       | 20:11    | 24:18     |

1. ↑   KS AZS Wrocław qualifizierte sich aufgrund der Auswärtstorregel für das Achtelfinale.
2. ↑   Beide Spiele fanden in Oslo statt.

Durch ein Freilos zogen GK Kuban Krasnodar, Chimistul Râmnicu Vâlcea und Titelverteidiger Hypobank Südstadt Wien direkt in das Achtelfinale ein.

## Achtelfinale
|                        | Gesamt |                              | Hinspiel | Rückspiel |
| ---------------------- | ------ | ---------------------------- | -------- | --------- |
| SC Empor Rostock       | 46:58  | Chimistul Râmnicu Vâlcea     | 19:27    | 27:31     |
| Tyresö HF              | 35:40  | Macchi Cassano Magnago       | 18:19    | 17:21     |
| GK Kuban Krasnodar     | 56:39  | TV Lützellinden              | 25:19    | 31:20     |
| RK Budućnost Titograd  | 50:38  | ASPTT Metz                   | 27:16    | 23:22     |
| Gymnastiki Enosi Véria | 17:69  | Hypobank Südstadt Wien       | 09:38    | 08:31     |
| IL Vestar              | 51:37  | Club Balonmano Íber Valencia | 29:17    | 22:20     |
| Budapesti Építők SC    | 36:37  | KS AZS Wrocław               | 17:17    | 19:20     |
| Zeeman Vastgoed SEW    | 39:40  | LC Brühl Handball            | 20:18    | 19:22     |

## Viertelfinale
|                          | Gesamt |                        | Hinspiel | Rückspiel |
| ------------------------ | ------ | ---------------------- | -------- | --------- |
| Chimistul Râmnicu Vâlcea | 59:53  | KS AZS Wrocław         | 34:24    | 25:29     |
| LC Brühl Handball        | 45:42  | Macchi Cassano Magnago | 27:19    | 18:23     |
| IL Vestar                | 35:45  | Hypobank Südstadt Wien | 22:17    | 13:28     |
| GK Kuban Krasnodar       | 61:55  | RK Budućnost Titograd  | 31:22    | 30:33     |

## Halbfinale
|                          | Gesamt |                    | Hinspiel | Rückspiel |
| ------------------------ | ------ | ------------------ | -------- | --------- |
| Hypobank Südstadt Wien   | 69:31  | LC Brühl Handball  | 37:14    | 32:17     |
| Chimistul Râmnicu Vâlcea | 50:51  | GK Kuban Krasnodar | 28:22    | 22:29     |

## Finale
|                    | Gesamt |                        | Hinspiel | Rückspiel |
| ------------------ | ------ | ---------------------- | -------- | --------- |
| GK Kuban Krasnodar | 50:59  | Hypobank Südstadt Wien | 24:29    | 26:30     |